# Calle del Hospital (Sagunto)
La calle del Hospital es una vía pública de la ciudad española de Sagunto.

## Descripción
La vía discurre desde la plaza del Hospital hasta la calle de los Caballeros. Se conoció en el pasado como «carrer de la Presó», pero con el título actual recuerda el hospital de Santa María que existió en la ciudad. Aparece descrita en el Nomenclator de las calles, plazas y puertas antiguas y modernas de la ciudad de Sagunto (1901) de Antonio Chabret y Fraga con las siguientes palabras:

Hospital (calle del). Empieza en la calle de Caballeros y desemboca en la plaza del Hospital. Antes se denominaba carrer de la presó, como puede verse en su lugar correspondiente. Había otra calle del Hospital en el barrio de la Trinidad, la que hoy llamamos del Remedio, cuya denominación proviene del Hospital de San Miguel, existente en el monasterio de la Santísima Trinidad. Antiguamente había en la Villa un hospital llamado de Santa Maria, porque estaba adjunto á la Iglesia parroquial en el ángulo S. O. En 1379, una piadosa señora llamada Na-marcena, dejó sus bienes para el sostenimiento de dicho hospital dejando por patronos á los Jurados, y desde entonces recibió la denominación de Hospital de Santa María y Na-marcena. El Hospital de San Miguel de la Trinidad, era de peregrinos, y en 1700 se refundieron en uno sólo y se instalaron en el sitio que actualmente están, porque se concluyeron las obras de la Iglesia mayor y quedó comprendido dentro de su recinto, parte del emplazamiento del Hospital de Santa María ó Na-marcena. En un inventario de este Hospital en 1633, se citan la cambra de les dones, la dels capellans y la dels póbres estudiants.
(Chabret y Fraga, 1901, p. 59)